# Municipio de Altamirano
El Municipio de Altamirano es uno de los 124 municipios que conforman el estado de Chiapas, su cabecera es el pueblo de Altamirano. Ubicado a 149 km de la capital Tuxtla Gutiérrez.

## Toponimia
El nombre del municipio de Altamirano es en homenaje al poeta Ignacio Manuel Altamirano.

## Historia
1942 — El 20 de julio ya con esta nomenclatura por iniciativa del gobernador Rafael Pascacio Gamboa se eleva a municipio de segunda clase.
1983 — Para efectos del sistema de planeación, se les ubica en la región II Altos.

## Demografía
De acuerdo a los resultados del Censo de Población y Vivienda de 2020 realizado por el Instituto Nacional de Estadística y Geografía, la población total de Altamirano es de 36 160 habitantes, de los cuales 18 032 son hombres y 18 128 son mujeres.

### Localidades
En el censo de 2020 el municipio de Altamirano contaba con 175 localidades.
| Código INEGI      | Localidad         | Población (2020) |
| ----------------- | ----------------- | ---------------- |
| 070040001         | Altamirano        | 10 618           |
| 070040225         | Morelia           | 1 369            |
| 070040032         | La Laguna         | 1 322            |
| 070040037         | Luis Espinoza     | 1 064            |
| Otras localidades | Otras localidades | 21 787           |
| Total municipal   | Total municipal   | 36 160           |